# 布格海姆
布格海姆是德国巴伐利亚州的一个市镇。总面积49.73平方公里，总人口4484人，其中男性2239人，女性2245人（2011年12月31日），人口密度90人/平方公里。